# Рахаф аль-Кунун
Рахаф аль-Кунун (араб. رهف القنون‎, 11 марта 2000) — беженка из Саудовской Аравии, 6 января 2019 задержанная в аэропорту Суварнабхуми, где она находилась транзитом из Кувейта в Австралию, намереваясь попросить убежища. Её случай привлёк пристальное международное внимание.

## Биография и побег
Родилась в Саудовской Аравии в округе Хаиль в известной семье (её отец — мэр города Эс-Суляйми). Рахаф, по своим словам, подвергавшаяся побоям и психологическому давлению со стороны семьи, угрозам убить её за непридерживание норм ислама, попытке принудить её вступить в брак по договорённости, запиранию под домашний арест на 6 месяцев за самовольно сделанную короткую стрижку, делающую женщин похожими на мужчин, что противоречит исламу, а также отказу в праве на получение образования, находилась с ними на каникулах в Кувейте, где сбежала от них и села на рейс до Таиланда (на въезд в который в её паспорте была проштампована виза, действительная с 8 декабря 2018 года по 8 декабря 2020 года), откуда собиралась в Австралию просить убежища (сбежать напрямую из Саудовской Аравии она не смогла бы в силу невозможности получить паспорт и выехать из страны без согласия опекуна-родственника мужского пола). Как она призналась, она покинула ислам, и заявила, что не вернётся, так как за выход из ислама ей угрожает смерть. Её семья подала заявление о её пропаже, по прилёте её встретил сотрудник саудовского посольства в Бангкоке, который не сказал, где он работает, и под предлогом помощи в получении тайской визы (на самом деле не требовавшейся, так как Рахаф находилась в международной транзитой зоне аэропорта) выманил у неё саудовский паспорт и ушёл с ним, так и не вернувшись.
В отеле внутри аэропорта её попытались задержать тайские власти, в ответ она забаррикадировалась в номере отеля и попыталась добиться внимания к своему делу в своём твиттер-аккаунте, отказываясь выходить до встречи с представителями ООН, попросила убежища в странах, ратифицировавших Конвенцию о статусе беженцев и Протокол о статусе беженцев (сам Таиланд их не ратифицировал). Австралийская журналистка канала ABC Софи Макнилл забаррикадировалась вместе с ней, помогая ей сопротивляться попыткам ворваться в комнату Рахаф и силой увести её. Сама Рахаф передала другу контроль над аккаунтом, сообщать о прогрессе дела от её имени.
Тайские юристы подали запрос на судебный запрет на её насильственную депортацию, но их запрос был отклонён. Шеф иммиграционной полиции Таиланда впоследствии подтвердил, что власти действовали по запросу Саудовской Аравии.
7 января 2019 года её должны были насильно депортировать обратно в Кувейт, но её сопротивление оказалось успешным и рейс улетел без неё. ESOHR посодействовало ей с адвокатом, защищавшим её интересы. Позже правительство Таиланда заявило, что не депортирует её. Также, по содействию посольства Канады, которое обратилось к тайским властям, к ней был предоставлен доступ сотрудникам УВКБ ООН, которое увело её в сопровождении из аэропорта и предоставило ей статус беженца и попросило о том же правительство Австралии. Департамент внутренних дел Австралии заявил, что рассмотрит её заявку. 11 января статус беженца ей предоставила Канада, как заявил премьер-министр Канады Джастин Трюдо, и Рахаф вылетела в Торонто через Сеул как переселённая беженка, по прилёте в аэропорт Торонто 12 января была встречена министром иностранных дел Христей Фриланд. Всё то время, что она провела в аэропорту, её обращения к миру переводила с арабского египетско-американская правозащитница Мона эт-Тахауи. Позже Рахаф дала интервью, где описала жизнь женщин в Саудовской Аравии и заявила, что надеется, что её пример вдохновит и других саудиек. 15 января на пресс-конференции она заявила:

Мне бы хотелось начать с благодарности Правительству Канады, Таиланду, УВКБ ООН и каждому, кто сыграл роль в том, чтобы убедиться, что я найду страну, безопасную для жизни в ней. Я из счастливиц и знаю, что там есть те, кто не такие везучие, пропавшие без вести после своих попыток сбежать или не сумевшие ничего сделать, чтобы изменить свою горькую реальность. Когда услышала от УВКБ, что Канада станет моим новым домом, стресс, через которой мне пришлось пройти за прошедшую неделю, сгинул.
Моя семья не обращалась со мной с уважением, не позволяла мне быть собой и той, кем я хотела быть. Как вы знаете, в КСА таково положение всех девушек-саудиек, кроме тем, кому повезло с сочувственными родителями. Женщинам нельзя быть независимыми, им на всё нужно разрешение их хранителя-мужчины. Любая девушка, думающая о побеге или сбежавшая, рискует преследованиями и охотой за собой.
Хочу быть независимой, путешествовать, самой принимать решения о своём образовании, о том, когда и за кого мне выходить замуж. У меня не было права на своё мнение в этих решениях, а сегодня я могу гордо сказать, что такое право на принятие всех этих решений — лишь за мной. Я так благодарна за все искренние предложения поддержки и помощи во временном жилье. Спасибо вам всем за то, что не бросили меня и не заставили меня почувствовать себя незваной гостьей в моём новом доме.
Понимаю, что все здесь и по всему миру желают мне хорошего и хотели бы знать, как я тут, но хочу, чтобы они знали, что пока что новых интервью давать не собираюсь. Прошу отнестись с уважением к моему желанию. Хочу начать обычную частную жизнь, как любая девушка, живущая в Канаде. И начну я это с помощи в получении жилья и, разумеется, с изучения английского.
С сегодняшнего дня и на годы вперёд я буду работать в поддержку свободы женщин по всему миру. Той самой свободы, что получила я, прибыв в Канаду.
Оригинальный текст (ар.)أود أن أبدأ بالتعبير عن شكري لحكومة كندا، تايلاند، يو إن إتش سي أر، وكل من ساعد في لعب دور لضمان عثوري على بلد آمن لأعيش فيه. أنا من المحظوظات وأنا أعلم أن هناك بعض النساء الغير محظوظات اللتن اختفين بعد محاولة هروبهن أو اللتن لم تستطعن فعل أي شيء لتغير واقعهن. عندما سمعت الأخبار من يو إن إتش سي أر أن كندا قد اختيرت لتكون بيتي الجديد، فكل التوتر الذي شعرت به خلال الأسبوع الماضي أختفى.

لم أكن أعامل باحترام من قبل عائلتي ولم يسمح لي بأن أكون أنا أو من أريد أن أكون. كما تعلمون، في المملكة العربية السعودية هذا هو الحال بالسشبة لجنيع النساء السعوديات، باستثناء تلك المحظوظات بوالدين نتفهمين. لا يمكن للنساء أن يكن مستقلات وهن يحتجن إلى موافقة ولي امرهن الذكر على كل شيء. أي امرأة تفكر في الهروب، أو أي امرأة هربت، تكون عرضة للاضطهاد والملاحقة.
أريد أن أكون مستقلة، وأن أسافر، وأن اتخذ قراراتي الخاصة بشأن التعليم، والوظيفة ومن ومتى أتزوج. لم يكن لدي أي رأي في أي من هذه القرارت وأستطيع اليوم أن أقول بكل فخر أنني قادرة على اتهاذها كلها لوحدي. أنا ممتنة جداً لكل عروض الصادقة والدعم الحصول على سكن. أشكركم جميعاً على التواصل معي وجعلي أشعر بالترحيب في منزلي الجديد.
أتفهم أن الجميع هنا وفي جميع أنحاء العالم يتنذون لي كل الخير، ويريدون متابعة أخباري. أريدكم أن تعلموا بأنني لن أقوم بإجراء المزيد من المقابلات الإعلامية في الوقت الحالي وأطلب من الجميع احترام رغباتي. أود أن أبدأ حياة جديدة عادية وخصوصية مثل أي شابة أخرى تعيش في كندا. لذلك سأبدأ في الحصول على المساعدة في عملية الاستقرار، وبالطبع، تعلم اللغة الإنجليزية!

واليوم ولسنوات قادمة، سوف أعمل من أجل دعم حرية المرأة في جميع أنهاء العالم. نفس الحرية التي حصلت عليها من لحظة وصلي إلى كندا.

Её семья выпустила официальное заявление об отречении от дочери:

يَا أَيُّهَا الَّذِينَ آمَنُوا لَا تَتَّخِذُوا آبَاءَكُمْ وَإِخْوَانَكُمْ أَوْلِيَاءَ إِنِ اسْتَحَبُّوا الْكُفْرَ عَلَى الْإِيمَانِ ۚ وَمَن يَتَوَلَّهُم مِّنكُمْ فَأُولَٰئِكَ هُمُ الظَّالِمُونَ
Заявление семьи аль-Канун об отречении от так называемой Рахаф.
Мы, семья Мухаммад аль-Канун из КСА, заявляем о разрыве наших связей с так называемой Рахаф аль-Кунун, неблагодарной/позорной/непослушной/психически нестабильной дочери, которая своим позорным поведением и наплевательством на традиционные исламские ценности благодушия, и непричастности вести семьи. Просим сынов родины не винить семью за греховные действия так называемой Рахаф аль-Кунун. Истинно, все уважаемые люди семьи согласились с отречением.
Члены семьи аль-Канун внутри королевства и вне его, пользуясь случаем, заявляют о своей твёрдости в поддержке мудрого правления Хранителя двух святынь и его кронпринца, и трудятся ради возвышения и молятся во сохранение его безопасности и стабильности.
Оригинальный текст (ар.)يَا أَيُّهَا الَّذِينَ آمَنُوا لَا تَتَّخِذُوا آبَاءَكُمْ وَإِخْوَانَكُمْ أَوْلِيَاءَ إِنِ اسْتَحَبُّوا الْكُفْرَ عَلَى الْإِيمَانِ ۚ وَمَن يَتَوَلَّهُم مِّنكُمْ فَأُولَٰئِكَ هُمُ الظَّالِمُونَ

إعلان براءة أسرة آل القنون من المدعوة رهف
نحن أسرة محمد القنون في المملكة العربية السعودية نعلن للملأ براءتنا من المدعوة رهف القنون، الابنة العاقة التي أساءت بسلوكها المشين والخارج عن أعرافنا وقيمنا الإسلامية السمحة إلى سمعة وكرامة الأسرة. نطالب أبناء الوطن بعدم تحميل العائلة وزر أعمال المدعوة رهف القنون، وإن شرفاء العائلة أجمعوا على هذه البراءة.

عائلة القنون في داخل المملكة وخارجها تنتهز هذه الفرصة، لكي تعلن عن تأييدها ووقوفها خلف القيادة الحكيمة لخادم الحرمين الشريفين وولي عهده، وهم يعملون من أجل رفعة المملكة والحفاظ عليها من المتربصين بأمنها واستقرارها.

Муфлих аль-Кахтани, глава спонсируемого правительством Национального общества по правам человека, раскритиковал решение об убежище, заявив его мотивированным не заботой о правах человека, а политикой, обвинив Канаду в нарушении прав родителей Рахаф и обозвав её делинквенткой, но умолчав о проблеме её выхода из ислама, за что ей светит казнь по законам страны. Цитата:

Национальное общество по правам человека удивлено подстрекательством некоторых стран в адрес некоторых саудовских делинквенток к бунту против своих семейных ценностей, подталкиванием на бегство за границу и стремлению принять их у себя под предлогом предоставления убежища.
Подобные методы со стороны некоторых стран и международных организаций мотивированы политически, а не гуманитарно. Это подтверждается неохотой принятия этими странами настоящих беженцев, которых даже могут оставить погибать в море, и из уст некоторых их чиновников умышленно звучат подстрекательства в адрес некоторых делинквенток и молодых саудиек к бунту против семейных ценностей и традиций, обеспечивающих им достойную жизнь и постоянную заботу, и наталкивают их к их потере, а возможно, что и к тому, чтобы оказаться в руках торговцев людьми.
Здесь, в Королевстве, есть законы, запрещающие жестокое обращение и карающие его совершающих, включая родителей и прочих членов семьи. И если правда то, что сошло с языков этих девушек, в их силах пожаловаться и обратиться за защитой в соответствующие саудовские органы, а также в правозащитные организации, что им доступны и открыты, и ничего для этого не требуется, кроме как связаться по контактному номеру.
Такое поведение некоторых чиновников тех стран достойно сожаления/осуждения национальным обществом, что видит в нём подстрекательство и запугивание девушек, слишком молодых для того, чтобы сделать правильный выбор. Это также нарушает права семей этих девушек, которым наносится большой вред деликтами их дочерей и их подталкиванию в неизвестность.
Оригинальный текст (ар.)استغربت الجمعية الوطنية لحقوق الإنسان تحريض بعض الدول لبعض الفتيات الجانحات السعوديات للتمرد على قيم أسرهن ودفعهن للخروج من البلاد والسعي لاستقبالهن تحت ذريعة منحهن حق اللجوء.

إن مثل هذه الأساليب التي تتبعها بعض الدول وبعض المنظمات الدولية دوافعها سياسية، وليس إنسانية؛ (والدليل على\ما يؤكد) ذلك أن هذه الدول تحجم عن استقبال اللاجئين الحقيقيين، بل قد تتركهم يموتون في البحار، وتعمد وعلى لسان بعض مسؤوليها إلى تحريض بعض الجانحات والمراهقات السعوديات على الخروج على قيم وتقاليد أسرهن التي تكفل لهن حياة كريمة، ورعاية مستديمة، وتدفع بهن في نهاية المطاف إلى الضياع، وربما إلى الإرتماء في أحضان سماسرة الإتجار بالبشر.
هناك قوانين في المملكة، تمنع الإيذاء، وتعاقب فاعليه، (بما في ذلك\بمن فيهم) الوالدين وبقية أفراد الأسرة. ولو أن ما ذُكر على لسان بعض هؤلاء الفتيات صحيح لأمكنهن التقدُّم بشكوى إلى الجهات المعنية بالحماية في السعودية، وكذلك الجهات الحقوقية، وهو أمر متاح وميسَّر، ولا (يحتاج إلا إلى\يقتضي إلا) الإتصال بالأرقام المخصصة لذلك.

الجمعية تستنكر مثل (هذا\ذلك) السلوك الذي صدر من بعض مسؤولي (هذه\تلك) الدول، كونها ترى فيه تحريضًا وتغريرًا بهؤلاء الفتيات اللائي هن في مرحلة المراهقة، وغير قادرات على اتخاذ القرار الصحيح. كما يتضمن هذا التصرف اعتداء على حقوق أُسر هؤلاء الفتيات الذين يلحق بهم ضرر كبير بسبب التغرير ببناتهم، ودفعهم إلى المجهول.

## Жизнь в Канаде
Рахаф аль-Кунун поселилась в Торонто. Там она завела отношения с конголезцем Ловоло Рэнди. У пары родилась дочь. В январе 2021 года Рэнди объявил о расставании с аль-Кунун и заявил, «что не оставит своего ребёнка и будет бороться за получение опеки любой ценой». Аль-Кунун объяснила причину расставания с Рэнди тем, что она быстро вступила в отношения в молодом возрасте, не будучи подготовленной и «напортачила со своей Молли».
В августе 2021 года Ловоло Рэнди сообщил, что он получил результаты тесты ДНК, который показал, что он не является биологическим отцом дочери Рахаф аль-Кунун, Риты. Узнав от Рэнди результаты теста, Рахаф ответила ему, что «рада, что он не был отцом её дочери, и что Рите будет лучше с кем-нибудь, кроме него».